# Pherne placeraria
Pherne placeraria là một loài bướm đêm trong họ Geometridae.